# Munčchon
Město Munčchon (korejsky 문천시 – Munčchŏn-si) je město v Severní Koreji. Leží na východním okraji země na břehu Východokorejského zálivu Japonského moře, v rámci správního členění Severní Korey na severu provincie Kangwŏn, severně od Wonsanu. Oficiální informace z roku 2008 uváděly, že má necelých 123 tisíc obyvatel.
Přes Munčchon vede Kangwonská železnice z okresu Kowŏn do okresu Pchjŏnggang.